# Папа Хадријан V
Папа Адријан V (лат. Adrianus V; је био 186. папа од 18. јула 1276. до 18. августа 1276.